# Billy Agnew
William „Billy“ Agnew (* 9. Januar 1898 in Pollokshaws; † unbekannt) war ein schottischer Fußballspieler. Der in den 1920er Jahren aktive Stürmer erzielte für Vereine in Schottland, England und den Vereinigten Staaten in 222 Ligaspielen 91 Tore.

## Karriere
Agnew spielte in seinem Geburtsort nahe Glasgow im Junior football für Pollok, bevor er 1918 von John Cameron zu Ayr United in die Scottish Football League Division One geholt wurde. Dort bildete er zeitweise mit dem ebenfalls zuvor bei Pollok aktiv gewesenen James Devine die rechte Sturmseite. Daneben leistete er bei den Royal Scots Fusiliers in Fort Matilda seinen Militärdienst ab, das militärische Training soll sich dabei insbesondere auf seine Geschwindigkeit nachteilig ausgewirkt haben. Dennoch war Agnew in den nächsten anderthalb Jahren in 25 Ligaspielen 16-mal als Torschütze erfolgreich, bereits im Oktober 1918 traf er in aufeinanderfolgenden Partien gegen Heart of Midlothian (3:2, 2 Tore), den FC Queen’s Park (2:0, 2 Tore), den FC Falkirk (4:4, 1 Tor) und Hibernian Edinburgh (5:0, 1 Tor).
Im Januar 1920 wechselte Agnew zum Ligakonkurrenten FC Falkirk, die gezahlte Ablöse soll dabei ein neuer Vereinsrekord für Falkirk gewesen sein. Möglicherweise trug zu der Verpflichtung auch der Umstand bei, dass Agnew im September 1919 bei einem 5:1-Erfolg von Ayr gegen Falkirk einen Hattrick erzielt hatte. Er rückte bei Falkirk umgehend für ein Ligaheimspiel gegen die Glasgow Rangers (Endstand 0:3) in die Mannschaft, in der Folge gelang es ihm aber nicht, eine ähnliche Torquote wie bei Ayr zu erzielen und fand sich vermehrt im Reserveteam wieder. Mit diesem gewann er im April 1920 im heimischen Brockville Park vor 6000 Zuschauern den Stirlingshire Cup, dabei trug der in einem Spielbericht als „Starstürmer“ genannte Agnew mit zwei Toren zum 3:1-Sieg gegen East Stirlingshire bei.
Im März 1921 ging er für einige Monate zum FC Bo’ness in die Central League, in der der Verein erfolgreich seinen Meistertitel verteidigte. Agnew traf für die Mannschaft bereits in seinem Debütspiel bei einem 3:1-Erfolg gegen die Dundee Hibernians zweifach. Die Presse schrieb über seine Spielweise lobend: „Er ist ein Opportunist, dies zeigte sich uneingeschränkt bei seinen Bewegungen die zum Erzielen […] seines zweiten Treffers für Bo’ness führten. Der Ball kam von links und Agnew, der die Verteidiger austrickste, schob den Ball ruhig außerhalb der Reichweite des Torhüters ins Netz.“
Im September 1921 kam Agnew als Testspieler zum englischen Zweitligisten Port Vale, die ihn umgehend in einem Auswärtsspiel gegen West Ham United einsetzten. Trotz der 0:3-Niederlage überzeugte Agnew offenbar die Verantwortlichen, die sich die Verpflichtung des Stürmers £150 kosten ließen. Zunächst als Mittelstürmer aufgeboten, rückte er im Saisonverlauf zunächst auf die rechte Halbstürmerposition und agierte ab Februar als rechter Außenstürmer. Agnew erzielte im November 1921 bei einem 3:1-Erfolg gegen Bristol City einen Doppelpack und wurde presseseitig als „Mittelstürmer von der kräftigen, eifrigen Sorte, der aber als Halbstürmer eingesetzt wird“ beschrieben, dem Angriff wurde auch wegen den ebenfalls aus Schottland stammenden Mitspielern Alex Lauder und Bob Connelly ein „schottisches Aroma“ zugeschrieben.
Sportlich verlief die Saison durchwachsen, der Mannschaft fehlte es an einem treffsicheren Mittelstürmer und bis Anfang Februar 1922 stand das Team auf dem letzten Tabellenplatz. Erst eine Serie von neun ungeschlagenen Partien, davon sieben in Folge ohne Gegentor, sorgte dafür, dass sich der Klub vom Tabellenende löste und die Spielzeit auf dem 18. Rang beendete. In der folgenden Saison kam er seltener zum Einsatz und nach einer Knorpeloperation im März 1923 wurde er nicht über das Saisonende hinaus verpflichtet. Im Juni 1923 war Agnew einer von 17 Port-Vale-Spielern, die dem Erhalt von unerlaubten Sonderzahlungen in der Saison 1921/22 für schuldig befunden wurden. Neben hohen Geldstrafen für Funktionäre von Port Vale wurde auch jeder der betroffenen Spieler von einem Komitee der Football League zur Rückzahlung der Beträge und zu einer Strafe von £1 verurteilt.
Im September 1923 schloss er sich dem schottischen Drittligisten FC Arthurlie an, für den er als Mittelstürmer bis Dezember 1925 äußerst treffsicher agierte. In der Saison 1923/24 erzielte er in 27 Einsätzen 21 Treffer und trug damit wesentlich zur Meisterschaft und dem damit verbundenen Aufstieg in die Division Two bei. Auch dort erwies er sich als sicherer Schütze und traf in 34 Ligaspielen erneut 21-mal. Nach insgesamt 47 Toren in 75 Meisterschaftsspielen für Arthurlie wechselte er im Dezember 1925 erneut nach England, der südenglische Klub Luton Town aus der Third Division South wurde Agnews neuer Arbeitgeber. Nachdem er im restlichen Saisonverlauf als linker Halbstürmer in 23 Einsätzen acht Tore erzielt hatte, kam er in der folgenden Spielzeit 1926/27 nur noch sporadisch zum Einsatz und blieb in seinen zwölf Einsätzen torlos. Letztmals kam er im Januar 1927 in der ersten Mannschaft zum Zug und musste sich anschließend bis zu seinem Abgang im Sommer mit Einsätzen im Reserveteam begnügen.
Für die Saison 1927/28 ging Agnew, wie auch zahlreiche andere schottische Fußballer, in die nordamerikanische Profiliga American Soccer League und spielte dort für die Providence Clamdiggers. Er erzielte an den ersten sieben Spieltagen sieben Treffer, in der Folge kam bei insgesamt 24 Saisoneinsätzen kein weiterer Treffer mehr hinzu.